# Voyage, voyage
Voyage, voyage är en sång som framförts av den franska sångerskan Desireless 1986. Denna låt blev en stor hit i hela Europa, inte minst i Sverige. Detta är den mest kända sång som Desireless har framfört. Den har också under årens lopp gjorts i nyare versioner. Bland annat av The Nightflyer 2003.
År 2007 framförde den belgiska sångerskan Kate Ryan en ny version av samma låt, och även den blev populär i svensk radio.[källa behövs]